# IHL 1990/91
Die Saison 1990/91 war die 46. reguläre Saison der International Hockey League. Während der regulären Saison sollten die elf Teams jeweils 82 Spiele bestreiten, jedoch musste der Spielplan aufgrund des vorzeitigen finanziellen Ausscheidens der Albany Choppers umgestellt werden. In den Play-offs setzten sich die Peoria Rivermen durch und gewannen den zweiten Turner Cup in ihrer Vereinsgeschichte.

## Teamänderungen
Folgende Änderungen wurden vor Beginn der Saison vorgenommen:
- Die Flint Spirits stellten den Spielbetrieb ein.
- Die Albany Choppers wurden als Expansionsteam in die Liga aufgenommen, stellten jedoch aufgrund finanzieller Probleme noch während der laufenden Saison den Spielbetrieb wieder ein.
- Die Kansas City Blades wurden als Expansionsteam in die Liga aufgenommen.
- Die San Diego Gulls wurden als Expansionsteam in die Liga aufgenommen.

## Reguläre Saison

### Abschlusstabelle
Abkürzungen: GP = Spiele, W = Siege, L = Niederlagen, T = Unentschieden, OTL = Niederlage nach Overtime, GF = Erzielte Tore, GA = Gegentore, Pts = Punkte
| East Division        | GP | W  | L  | T | OTL | GF  | GA  | Pts |
| -------------------- | -- | -- | -- | - | --- | --- | --- | --- |
| Kalamazoo Wings      | 82 | 52 | 29 | 0 | 1   | 354 | 302 | 105 |
| Indianapolis Ice     | 82 | 48 | 29 | 0 | 5   | 342 | 264 | 101 |
| Fort Wayne Komets    | 83 | 43 | 35 | 0 | 5   | 369 | 335 | 91  |
| Muskegon Lumberjacks | 83 | 38 | 40 | 0 | 5   | 305 | 352 | 81  |
| Albany Choppers      | 55 | 22 | 30 | 0 | 3   | 191 | 232 | 47  |

| West Division           | GP | W  | L  | T | OTL | GF  | GA  | Pts |
| ----------------------- | -- | -- | -- | - | --- | --- | --- | --- |
| Peoria Rivermen         | 82 | 58 | 19 | 0 | 5   | 405 | 261 | 121 |
| Salt Lake Golden Eagles | 83 | 50 | 28 | 0 | 5   | 353 | 296 | 105 |
| Phoenix Roadrunners     | 83 | 38 | 36 | 0 | 9   | 326 | 343 | 85  |
| Milwaukee Admirals      | 82 | 36 | 43 | 0 | 3   | 275 | 316 | 75  |
| San Diego Gulls         | 83 | 30 | 45 | 0 | 8   | 273 | 362 | 68  |
| Kansas City Blades      | 82 | 25 | 53 | 0 | 4   | 255 | 385 | 65  |

## Turner-Cup-Playoffs
|  | Turner-Cup-Viertelfinale | Turner-Cup-Viertelfinale | Turner-Cup-Viertelfinale |    |                         | Turner-Cup-Halbfinale | Turner-Cup-Halbfinale | Turner-Cup-Halbfinale |  |  | Turner-Cup-Finale | Turner-Cup-Finale | Turner-Cup-Finale |
|  |                          |                          |                          |    |                         |                       |                       |                       |  |  |                   |                   |                   |
|  | W1                       | Peoria Rivermen          | 4                        |    |                         |                       |                       |                       |  |  |                   |                   |                   |
|  | W4                       | Milwaukee Admirals       | 2                        |    |                         |                       |                       |                       |  |  |                   |                   |                   |
|  | W4                       | Milwaukee Admirals       | 2                        | W1 | Peoria Rivermen         | 4                     |                       |                       |  |  |                   |                   |                   |
|  |                          |                          |                          | W1 | Peoria Rivermen         | 4                     |                       |                       |  |  |                   |                   |                   |
|  |                          | W3                       | Phoenix Roadrunners      | 3  |                         |                       |                       |                       |  |  |                   |                   |                   |
|  | W2                       | W3                       | Phoenix Roadrunners      | 3  | Salt Lake Golden Eagles | 0                     |                       |                       |  |  |                   |                   |                   |
|  | W2                       |                          |                          |    | Salt Lake Golden Eagles | 0                     |                       |                       |  |  |                   |                   |                   |
|  | W3                       | Phoenix Roadrunners      | 4                        |    |                         |                       |                       |                       |  |  |                   |                   |                   |
|  | W3                       | Phoenix Roadrunners      | 4                        | W1 | Peoria Rivermen         | 4                     |                       |                       |  |  |                   |                   |                   |
|  |                          |                          |                          |    | Peoria Rivermen         | 4                     |                       |                       |  |  |                   |                   |                   |
|  |                          | E3                       | Fort Wayne Komets        | 2  |                         |                       |                       |                       |  |  |                   |                   |                   |
|  | E1                       | E3                       | Fort Wayne Komets        | 2  | Kalamazoo Wings         | 4                     |                       |                       |  |  |                   |                   |                   |
|  | E1                       |                          |                          |    | Kalamazoo Wings         | 4                     |                       |                       |  |  |                   |                   |                   |
|  | E4                       | Muskegon Lumberjacks     | 1                        |    |                         |                       |                       |                       |  |  |                   |                   |                   |
|  | E4                       | Muskegon Lumberjacks     | 1                        | E1 | Kalamazoo Wings         | 2                     |                       |                       |  |  |                   |                   |                   |
|  |                          |                          |                          | E1 | Kalamazoo Wings         | 2                     |                       |                       |  |  |                   |                   |                   |
|  |                          | E3                       | Fort Wayne Komets        | 4  |                         |                       |                       |                       |  |  |                   |                   |                   |
|  | E2                       | E3                       | Fort Wayne Komets        | 4  | Indianapolis Ice        | 3                     |                       |                       |  |  |                   |                   |                   |
|  | E2                       |                          |                          |    | Indianapolis Ice        | 3                     |                       |                       |  |  |                   |                   |                   |
|  | E3                       | Fort Wayne Komets        | 4                        |    |                         |                       |                       |                       |  |  |                   |                   |                   |

## Vergebene Trophäen

### Mannschaftstrophäen
| Auszeichnung                                          | Team            |
| ----------------------------------------------------- | --------------- |
| Turner Cup Gewinner der IHL-Playoffs                  | Peoria Rivermen |
| Fred A. Huber Trophy Bestes Team der regulären Saison | Peoria Rivermen |

### Individuelle Trophäen
| Auszeichnung                                                                   | Spieler        | Team                    |
| ------------------------------------------------------------------------------ | -------------- | ----------------------- |
| James Gatschene Memorial Trophy MVP der regulären Saison                       | David Bruce    | Peoria Rivermen         |
| Leo P. Lamoureux Memorial Trophy Bester Scorer                                 | Lonnie Loach   | Fort Wayne Komets       |
| Governor’s Trophy Bester Verteidiger                                           | Brian McKee    | Fort Wayne Komets       |
| James Norris Memorial Trophy Torhüter mit den wenigsten Gegentoren             | Guy Hebert     | Peoria Rivermen         |
| James Norris Memorial Trophy Torhüter mit den wenigsten Gegentoren             | Pat Jablonski  | Peoria Rivermen         |
| Garry F. Longman Memorial Trophy Bester Rookie                                 | Nelson Emerson | Peoria Rivermen         |
| Ken McKenzie Trophy Bester US-amerikanischer Rookie                            | C. J. Young    | Salt Lake Golden Eagles |
| Commissioner’s Trophy Bester Trainer                                           | Bob Plager     | Peoria Rivermen         |
| Ironman Award Spieler mit allen Saisoneinsätzen und beständig hohen Leistungen | Jim Johannson  | Indianapolis Ice        |
| Norman R. „Bud“ Poile Trophy MVP der Turner-Cup-Playoffs                       | Michel Mongeau | Peoria Rivermen         |